# ماريان بلوخ
ماريان بلوخ (بالفرنسية: Marianne Oswald)‏ هي مغنية وممثلة فرنسية، ولدت في 9 يناير 1901 في فرنسا، وتوفيت بنفس المكان في 25 فبراير 1985.

## وصلات خارجية
- ماريان بلوخ على موقع IMDb (الإنجليزية)
- ماريان بلوخ على موقع ألو سيني (الفرنسية)
- ماريان بلوخ على موقع ميوزك برينز (الإنجليزية)
- ماريان بلوخ على موقع أول موفي (الإنجليزية)
- ماريان بلوخ على موقع قاعدة بيانات الأفلام السويدية (السويدية)
- ماريان بلوخ على موقع ديسكوغز (الإنجليزية)
- ماريان بلوخ على موقع قاعدة بيانات الفيلم (الإنجليزية)
- ماريان بلوخ على موقع كينوبويسك (الروسية)